# Filistata betarif
Espèce
Filistata betarif est une espèce d'araignées aranéomorphes de la famille des Filistatidae.

## Distribution
Cette espèce est endémique d'Israël. Elle se rencontre vers Shoham dans le wadi Bet Arif.

## Description

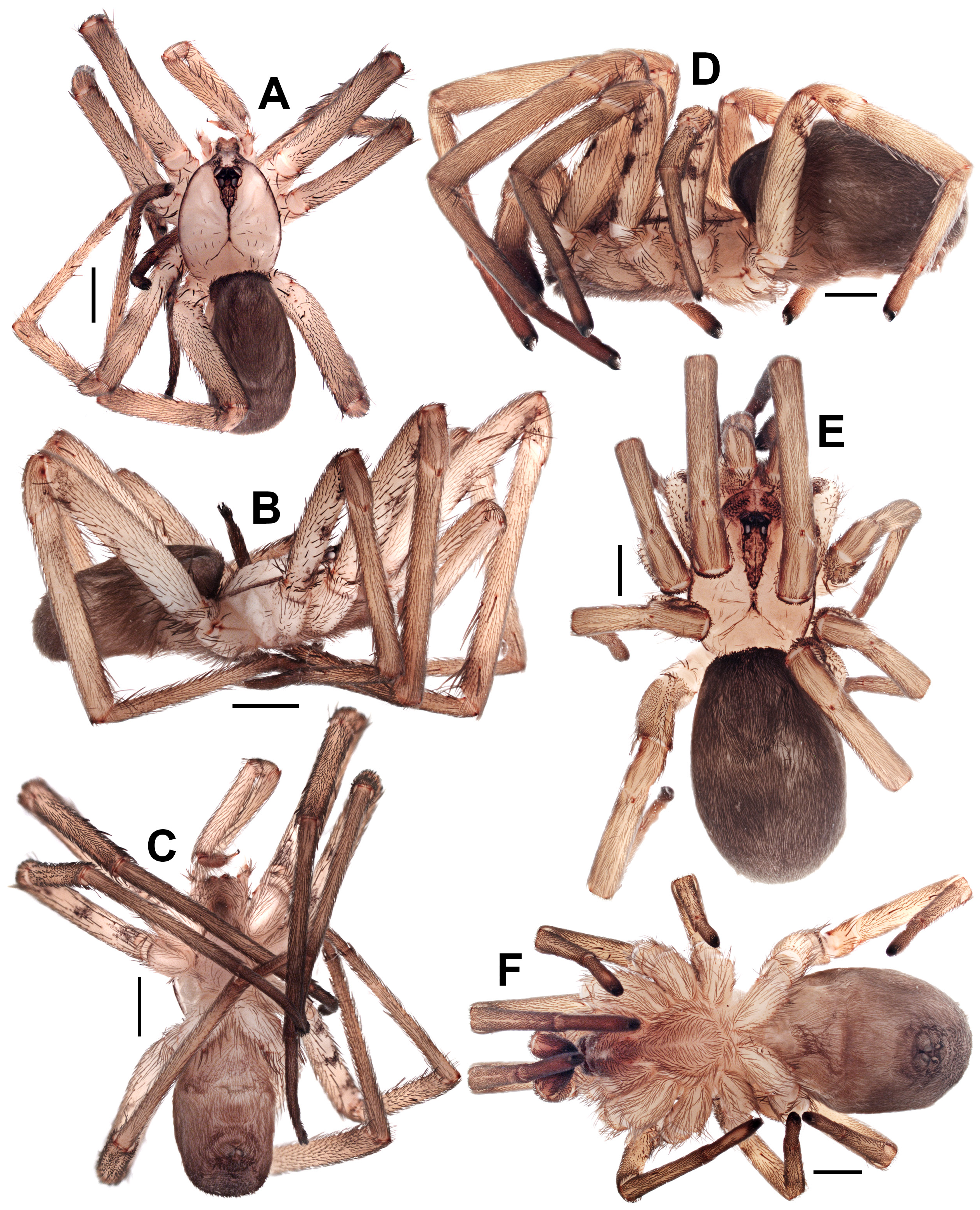
ABC Filistata betarif ♂
DEF Filistata betarif ♀

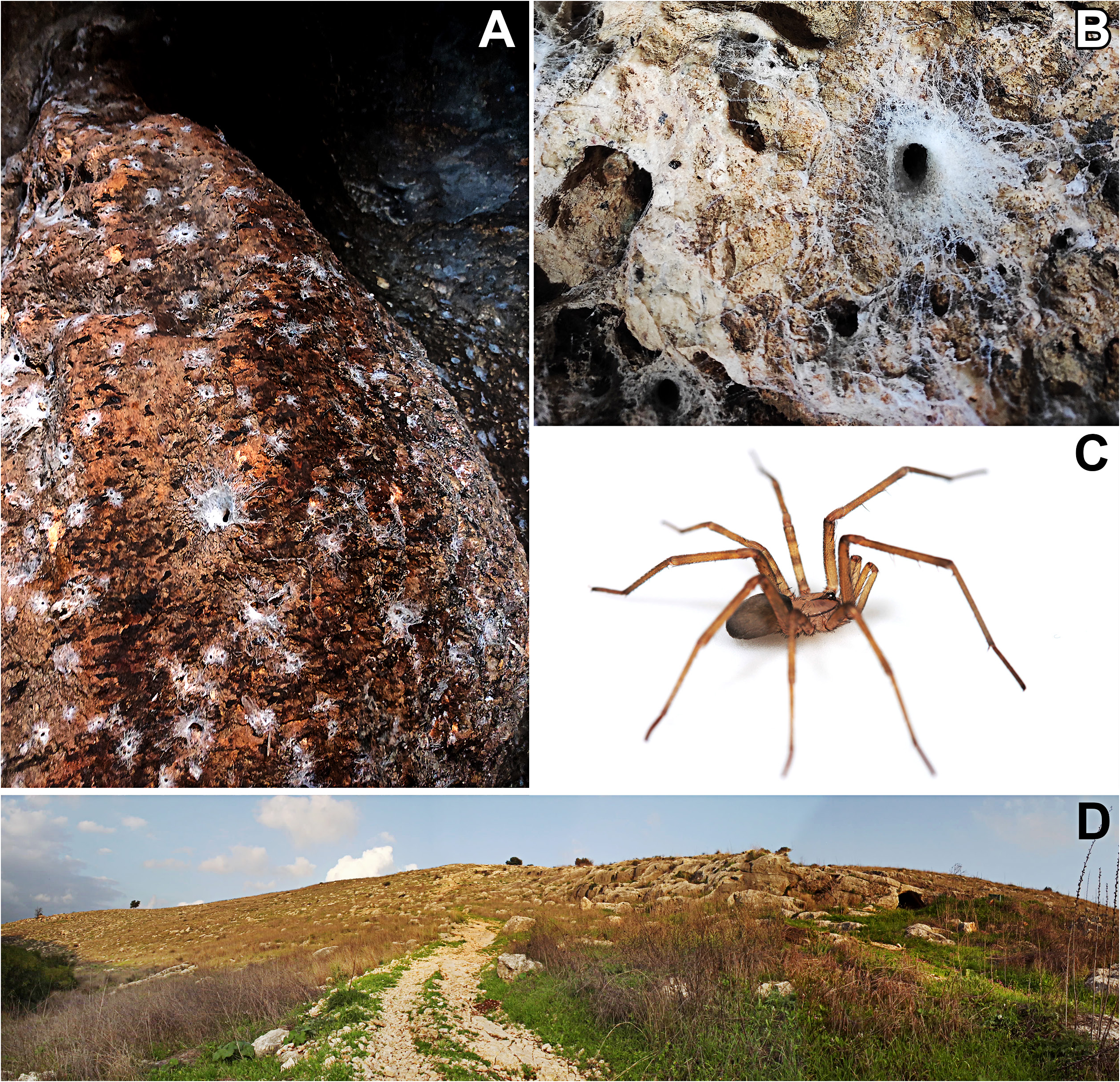

Le mâle holotype mesure 5,25 mm et la femelle paratype 7,76 mm, les mâles mesurent de 4,89 à 5,67 mm et les femelles de 6,47 à 8,95 mm.

## Systématique et taxinomie
Cette espèce a été décrite par Magalhaes, Aharon, Ganem et Gavish-Regev en 2022.

## Étymologie
Son nom d'espèce lui a été donné en référence au lieu de sa découverte, le wadi Bet Arif.

## Publication originale
- Magalhaes, Aharon, Ganem & Gavish-Regev, 2022 : « A new semi-cryptic Filistata from caves in the Levant with comments on the limits of Filistata insidiatrix (Forsskål, 1775) (Arachnida: Araneae: Filistatidae). » European Journal of Taxonomy, vol. 831, p. 149-174 (texte intégral).